# 조지 러셀
조지 윌리엄 러셀(George William Russell, 1998년 2월 15일 ~)은 영국의 자동차 경주 선수이다. 현재 메르세데스-AMG 페트로나스 F1 팀 소속으로 포뮬러 원에 출전하고 있다.
러셀은 ART 그랑프리 소속으로 2017년 GP3 시리즈와 2018년 FIA 포뮬러 2 챔피언십을 우승하여 루키 시즌에 두 챔피언십을 연달아 우승한 세번째 드라이버가 되었다. 포뮬러 2 챔피언십 우승 후 2019년 윌리엄스와 계약을 맺은 러셀은 2019년 오스트레일리아 그랑프리에서 로버트 쿠비카의 팀 메이트로 데뷔했다. 2020년 사키르 그랑프리에서 루이스 해밀턴을 대신하여 메르세데스로 출전했다. 2022년 메르세데스로 팀을 옮겨 루이스 해밀턴의 팀메이트가 되었으며 2022년 상파울루 그랑프리에서 첫 포뮬러 원 우승을 달성했다.

## 생애
러셀은 노퍽주 킹스린에서 아버지 스티브(Steve)와 어머니 앨리슨(Alison) 사이의 누나 카라(Cara)와 형 벤지(Benjy)보다 어린 막내로 태어났다. 러셀은 7세 때부터 벤지를 따라 카트를 시작했다. 케임브리지셔주 위즈비치(Wisbech)에서 성장하면서 러셀은 위즈비치 그래머스쿨을 다녔으며, 18세에 소속 레이싱 팀을 따라 밀턴킨스로 이사했다.

## 포뮬러 원

### 윌리엄스 (2019 ~ 2021)

#### 2019 시즌

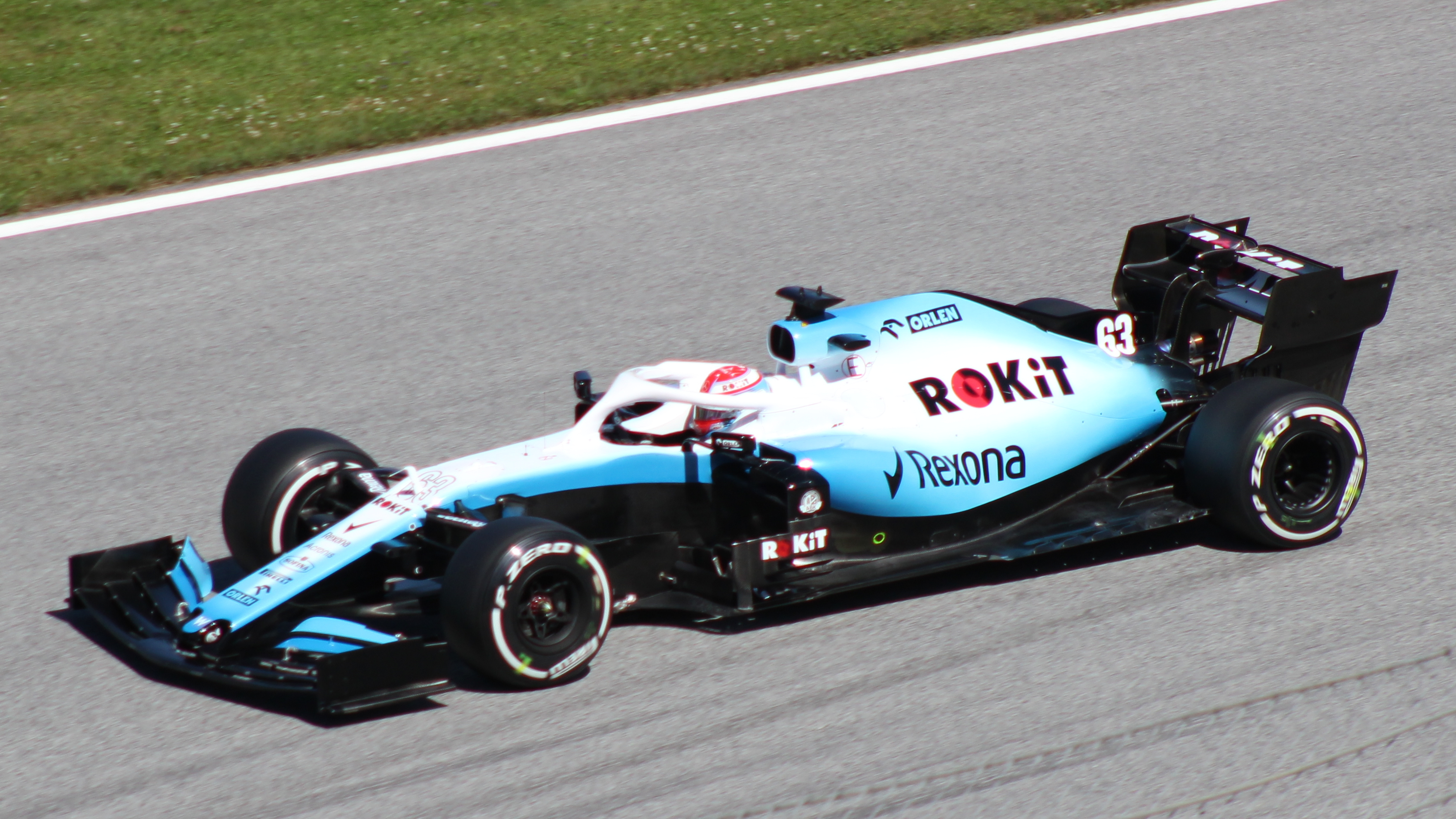
2019 오스트리아 그랑프리의 러셀

2018년 10월 13일, 윌리엄스 F1 팀은 로버트 쿠비카의 팀 메이트로 조지 러셀과 다년 계약을 맺었다고 밝혔다.
러셀은 챔피언십에서 점수를 얻지 못한 유일한 드라이버이자 전체 20위로 시즌을 마쳤다.

#### 2020 시즌
러셀은 이전에 포뮬러 2에서 함께 경쟁했으며 2019년 포뮬러 2 준우승자였던 니콜라스 라티피와 팀 메이트를 이루어 2020년에도 윌리엄스 F1 팀에서 계속 활동하였다.
메르세데스로 출전
러셀은 2020년 사키르 그랑프리에서, 코로나19 양성 판정을 받아 결장하게 된 루이스 해밀턴을 대신해 메르세데스 팀의 드라이버로 출전하게 되었다. 러셀은 폴 포지션을 획득한 발테리 보타스와 0.026초 차이로 예선 2위를 기록하였다. 러셀은 경기 초반 기회를 잡아 대부분의 랩을 선두로 달렸으나, 20랩이 남은 시점에서 메르세데스의 메커닉들이 보타스의 앞바퀴 타이어를 러셀에게 장착하는 실수를 범하였고, 러셀은 실격을 피하기 위해 다음 랩에 다시 피트인을 해야 했다. 그 이후 러셀은 10랩을 남겨두고 타이어 펑쳐로 인해 또 다시 피트인을 했다. 러셀은 최종 순위 9위와 패스티스트 랩을 기록하며 3점의 월드 챔피언십 포인트를 획득했다. 언론과 메르세데스 팀은 러셀이 사키르 그랑프리에서 보여준 역량에 대해 찬사를 보냈다.

#### 2021 시즌
러셀은 라티피와 함께 2021년 시즌에도 윌리엄스의 시트를 유지했다. 2021년 에밀리아 로마냐 그랑프리에서 러셀은 추월하기 위해 젖은 노면으로 달리다가 차의 통제력을 잃고 발테리 보타스와 충돌하여, 둘 모두 리타이어하고 레드 플래그를 불러들인 큰 사고를 일으켰다. 그는 보타스가 "나를 죽이려 했다"고 비난했으나, 나중에 그 발언을 철회하고 보타스, 윌리엄스 F1 팀 그리고 '실망을 느꼈을' 사람들에게 사과했다.
우천 상황 속에서 펼쳐진 2021년 벨기에 그랑프리 퀄리파잉에서 러셀은 막스 페르스타펀에 이은 2위를 차지했다. 이는 윌리엄스 F1 팀이 2017년 이탈리아 그랑프리 이래 처음으로 첫번째 줄에서 레이스를 시작하게 된 것이었다. 본 경기는 우천으로 인해 지연되다가 결국 세이프티 카 상황에서 단 두 바퀴만을 진행하는 것으로 끝나게 되었으며, 이로 인해 러셀은 첫 포디엄 피니시를 기록하게 되었다. 2021년 이탈리아 그랑프리에서 러셀은 9위로 경주를 마쳐 2점을 더 추가하였고, 2021년 러시아 그랑프리에서도 퀄리파잉 3위를 기록, 10위로 레이스를 마쳤다.

### 메르세데스-AMG (2022 ~ )
러셀은 2022년 발테리 보타스를 대신해 루이스 해밀턴과 함께할 선수로 메르세데스 팀의 드라이버가 되었다. 2022년 헝가리 그랑프리에서 러셀은 생애 첫 폴 포지션을 획득하는데 성공했다. 

## 기타 활동
2021년 3월 러셀은 포뮬러 원에서 인디카 시리즈로 떠난 로맹 그로장을 대신해 그랑프리 드라이버 협회의 이사로 임명되었다.